# Плюмахер, Ольга
Ольга Мари Паулина Плюмахер урож. Хюнервадель (нем. Olga Marie Pauline Plümacher-Hünerwadel; 27 мая 1839—1895 гг.) — швейцарско-американский философ и учёный русского происхождения. Она познакомилась с философией немецких философов Артура Шопенгауэра и Эдуарда фон Гартмана и опубликовала три книги, которые внесли свой вклад в полемику о пессимизме в Германии. Её книга по истории философского пессимизма «Пессимизм в прошлом и настоящем» оказала влияние на Фридриха Ницше и Сэмюэля Беккета.

## Биография
Плюмахер родилась в Царицыне, Россия, 27 мая 1839 года. Она была дочерью Готлиба Самуэля и Адельхайд Хюнервадель (его двоюродной сестры). Семья переехала в Швейцарию, где её отец руководил сталелитейным заводом, а позже вышел на пенсию и переехал в Цюрих, где выросла Плюмахер. Она вышла замуж за немецкого морского капитана Юджина Германа Плюмахера, который позже работал консулом США в Венесуэле; у них родилось двое детей. Плюмахер не имела формального университетского образования.
Плюмахер дружила с бывшей одноклассницей, которая была матерью немецкого драматурга Франка Ведекинда и познакомила его с философией Артура Шопенгауэра и Эдуарда фон Гартмана, приверженцем которых была Плюмахер; её описывали как «философская тётя Ведекинда».
Позже Плюмахер эмигрировала со своей семьёй в Соединённые Штаты и жила в Беэр-Шева-Спрингс, штат Теннесси, где опубликовала в Германии три книги, посвящённые философии Шопенгауэра и фон Хартмана: «Битва за бессознательное», «Два индивидуалиста школы Шопенгауэра» и «Пессимизм в прошлом и настоящем». Эти слова сделали Плюмахера важной фигурой в полемике о пессимизме в Германии. «Пессимизм в прошлом и настоящем» оказал влияние на Фридриха Ницше, чей личный экземпляр он повсюду комментировал .
Плюмахер также опубликовала несколько статей по психологии, философии и метафизике в нескольких немецких журналах. Кроме того, она опубликовала статью о фон Гартманне на английском языке в оксфордском журнале Mind.
Плюмахер умерла в Теннесси в 1895 году.

## Влияние
Сэмюэл Беккет впервые прочитал «Пессимизм в прошлом и настоящем» примерно в 1938 году; его пристальный интерес к книге побудил его тщательно комментировать её повсюду и добавлять пустые страницы для дополнительных примечаний.
Плюмахер сравнивали с Агнес Тауберт, другой в значительной степени забытой немецкой женщиной-философом, которая также сыграла большую роль в полемике о пессимизме, а также с немецко-американским философом Амелией Дж. Хэтэуэй.
Рольф Кайзер, профессор немецкого языка в Государственном университете Нью-Йорка, опубликовал биографию Плюмахер в 1990 году: Ольга Плюмахер-Хюнервадель, «Прекрасная госпожа из молодых людей».
Плюмахер была включена в выпуск британского журнала по истории философии за 2022 год под названием «Потерянные голоса: женщины в философии 1870—1970».

## Избранные публикации
- «Битва за бессознательное» (1881 г.)
- «Два индивидуалиста школы Шопенгауэра» (1881 г.)
- «Пессимизм в прошлом и настоящем» (1883 г.)